# Beano (Codroipo)
Beano is een plaats (frazione) in de Italiaanse gemeente Codroipo.